# Генеральный план «Ост»
Генера́льный план «Ост» (нем. Generalplan Ost) — совокупность программ и планов закрепления господства нацистской Германии в Восточной Европе; предусматривал принудительное выселение с территории Польши и оккупированных областей СССР до 75—85 процентов населения и размещение его на Северном Кавказе, в Западной Сибири и в Южной Америке.
Этот план колонизации и германизации восточных территорий разрабатывался на основе расовой доктрины и концепции «жизненного пространства» под эгидой рейхсфюрера СС Генриха Гиммлера, который в качестве рейхскомиссара по вопросам консолидации германского народа (нем. Reichskommissar für die Festigung deutschen Volkstums, RKFDV) с осени 1939 года ведал также вопросами выселения, заселения и переселения на Востоке. План был рассчитан на 30 лет. К его реализации предполагалось приступить после победы рейха в войне против СССР. Но уже в 1943 году его разработка была окончательно прекращена. Окончательного варианта Генерального плана «Ост» в виде некоего единого документа не существует.

## Планирование

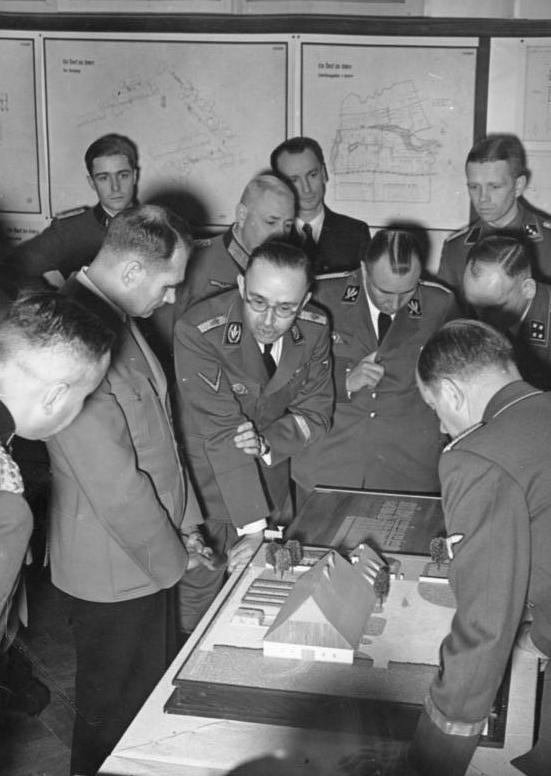
Обсуждение проектов новых немецких поселений. В центре: Генрих Гиммлер и Рудольф Гесс. Фотография с выставки «Планирование и построение нового порядка на Востоке» (март 1941)

Идея и название Генерального плана «Ост» возникли, скорее всего, в 1940 году. Инициатором выступил Гиммлер, название могли придумать в одной из его служб, скорее всего в Главном управлении имперской безопасности (RSHA), а может быть, и в управлении планирования рейхскомиссара по вопросам консолидации германского народа. В том, что касается времени и пространства, речь шла о двух фазах разработки. «Ближний план» затрагивал уже присоединенные восточные территории и был отдан на реализацию. «Дальний план» предназначался для всего восточного пространства. Какие управления СС — в соответствии с их компетенциями — участвовали в разработке отдельных частей плана, историки так и не смогли точно установить. Однако им удалось проследить несколько следов, один из которых, может быть, даже самый важный, ведёт в III управление (Служба безопасности (СД)/Германия) Главного имперского управления безопасности. Другой след ведет в управление I (переселение и народность) и в управление VI (планирование) Главного штабного управления рейхскомиссара по вопросам консолидации германского народа. Предполагается также, что в работе над Генеральным планом участвовало и Главное управление СС по делам расы и поселений. Но самую важную роль при этом играло Главное управление имперской безопасности.
Объёмная разработка под названием «Генеральный план „Ост“» была осуществлена к концу 1941 года в группе III В Главного управления имперской безопасности. Текст этого варианта плана утерян, однако его содержание отражено в сохранившихся критических замечаниях Имперского министерства восточных оккупированных территорий. В одном случае речь идёт о записанном по памяти протоколе заседания о «Вопросах германизации», на котором присутствовали представители служб «восточного министерства» и СС 4 февраля 1942 года. В другом случае это подробная записка от 27 апреля 1942 года «Замечания и предложения по генеральному плану Ост рейхсфюрера СС», которая специально посвящена концепции главного управления имперской безопасности. Автором документов в обоих случаях был заведующий расово-политическим отделом восточного министерства д-р Эрхард Ветцель.
Сохранился также меморандум оберфюрера СС профессора Конрада Мейера «Генеральный план „Ост“ — правовые, экономические и территориальные основы строительства на Востоке» от 28 мая 1942 года. Приобщенный американцами к материалам следствия по делу Мейера, он оказался долгое время недоступен немецким историкам, которые, однако, знали о его существовании и содержании. Впоследствии документ был передан в Федеральный архив Германии. В 2009 году его полностью опубликовали на сайте Берлинского университета имени Гумбольдта (факультет сельского хозяйства и садоводства).

## Разработанные варианты Генерального плана «Ост»
Генеральный план «Ост» представлял собой комплекс документов, посвящённых вопросам заселения «восточных территорий» (Польши и Советского Союза) в случае победы Германии в войне. Группой планирования III B плановой службы Главного штабного управления RKFDV были разработаны следующие документы:
- Документ 1: «Основы планирования» созданы в мае 1940 года плановой службой RKFDV (объём: 21 страница). Содержание: Описание масштабов запланированной восточной колонизации в Западной Пруссии и Вартеланде. Площадь колонизации должна была составить 87 600 км², из них 59 000 км² сельскохозяйственных угодий. На этой территории должны были быть созданы около 100 000 поселенческих хозяйств по 29 га каждое. Планировалось переселить на эту территорию около 4,3 млн немцев; из них 3,15 млн в сельские районы и 1,15 млн — в города. При этом должны были быть постепенно устранены 560 000 евреев (100 % населения области этой национальности) и 3,4 млн поляков (44 % населения области этой национальности). Расходы на осуществление этих планов не оценивались.
- Документ 2: Материалы к докладу «Колонизация», разработанному в декабре 1940 года службой планирования RKFDV (объём 5 страниц). Содержание: Основополагающая статья к «Потребность территорий для вынужденного переселения из Старого рейха» с конкретным требованием о 130 000 км² земель для 480 000 новых жизнеспособных поселенческих хозяйств по 25 га каждое, а также вдобавок 40 % территории на лес, для нужд армии и резервных площадей в Вартеланде и Польше.

### Документы, созданные после нападения на СССР 22 июня 1941 года
- Документ 3 (утерян, точное содержание неизвестно): «Генеральный план „Ост“», разработан в июле 1941 года плановой службой RKFDV. Содержание: Описание размеров запланированной восточной колонизации в СССР с границами конкретных областей колонизации.
- Документ 4 (утерян, точное содержание неизвестно): «Общий план „Ост“», разработан в декабре 1941 года группой планирования lll B RSHA. Содержание: Описание масштабов запланированной восточной колонизации в СССР и генерал-губернаторстве с конкретными границами отдельных областей заселения.
- Документ 5: «Генеральный план „Ост“», разработан в мае 1942 года институтом сельского хозяйства и политики Берлинского университета имени Фридриха-Вильгельма (сохранились 103 страницы)[11].

Содержание: Описание масштабов запланированной восточной колонизации в СССР с конкретными границами отдельных областей заселения. Область колонизации должна была охватить 364 231 км², включая 36 опорных пунктов и три административных округа в области Ленинграда, Херсонско-Крымской области и в районе Белостока. При этом должны были возникнуть поселенческие хозяйства площадью 40—100 га, а также крупные сельскохозяйственные предприятия с площадью как минимум 250 га. Необходимое количество немецких переселенцев оценивалось в 5,65 млн. Расходы на осуществление плана оценивались в 66,6 млрд рейхсмарок. Американский трибунал определил, что Конрад Мейер разрабатывал Генеральный план «Ост» в соответствии со своими должностными обязанностями руководителя отдела планирования, а сам план не предусматривал совершения каких-либо преступлений.
- Документ 6: «Генеральный план колонизации» (нем. Generalsiedlungsplan), создан в сентябре 1942 года плановой службой RKFDV (объём: 200 страниц, включая 25 карт и таблиц).

Содержание: Описание масштабов запланированной колонизации всех предусмотренных к этому областей с конкретными границами отдельных районов заселения. Область должна была охватить территорию 330 000 км² с 360 100 сельских хозяйствами. Необходимое количество переселенцев оценивалось в 12,21 млн человек (из них 2,859 млн — крестьяне и занятые в лесном хозяйстве). Запланированная к заселению область должна была быть очищена от приблизительно 30,8 млн человек. Расходы на осуществление плана были оценены в 144 млрд рейхсмарок.
Окончательного варианта Генерального плана «Ост» в виде некоего единого документа не существует.

## Содержание
О том, как авторы плана представляли себе будущее «народов Востока», можно судить на основе сохранившихся «Замечаний и предложений по Генеральному плану „Ост“», составленных в виде служебной записки для министра Альфреда Розенберга 27 апреля 1942 года заведующим расово-политическим отделом министерства оккупированных восточных территорий д-ром Эрхардом Ветцелем. Чиновник подготовил эту записку, ознакомившись с проектом, разработанным группой планирования III управления РСХА в декабре 1941 года (сам источник считается утерянным).
Этот документ состоит из четырёх разделов:
1. «Общие замечания по генеральному плану „Ост“»;
2. «Общие замечания по вопросу об онемечивании, особенно о будущем отношении к жителям бывших прибалтийских государств»;
3. «К решению польского вопроса»;
4. «К вопросу о будущем обращении с русским населением».

В первом разделе рассматривается вопрос о переселении немцев на восточные территории. Переселение планировалось проводить в течение 30 лет после окончания войны. На пространствах бывшего СССР, завоеванных Германией, в немецком районе расселения должны были остаться 14 млн славян. Их предполагалось поставить под контроль 4,5 млн немцев. «Нежелательных в расовом отношении местных жителей» собирались отправить в Западную Сибирь. Автор указывает на заниженность цифры 31 млн предполагаемых депортированных. Она, по его мнению, возможна, только если учесть, что 5—6 млн евреев в восточных областях будут ликвидированы ещё до начала выселения, однако, как подчеркивает автор, в генеральном плане они включены именно в число будущих депортированных, то есть план оперирует заниженными цифрами.
Автор записок выражает сомнения относительно осуществления этих пунктов программы. Если «еврейский вопрос» решить ещё можно, то со славянами дело обстоит не так просто. Ветцель недоволен тем, что в плане игнорируется факт поселения лиц, «пригодных для онемечивания, в пределах собственно германской империи».
Чиновник также критически относится к подсчетам численности славянского населения, предназначенного к переселению. Он считает, что приведенные в плане статистические данные мало привязаны к реальности и не учитывают того, какие народы дружественно или враждебно относятся к немцам.
Среди тех, кто подходил для «онемечивания» или расового «обновления» (Umvolkung) в соответствии с критериями «нордического типа», были литовцы, эстонцы и латыши. По мнению Ветцеля, представители этих народов нужны для того, чтобы с их помощью осуществлять управление обширными территориями на Востоке. Прибалтийцы подходили на эту роль, потому что они воспитывались в европейском духе и «усвоили по меньшей мере основные понятия европейской культуры».
В третьем разделе описывается предполагаемая линия поведения немцев по «польскому вопросу». Опираясь на историю взаимоотношений между нациями, чиновник делает вывод, что поляки «являются наиболее враждебно настроенным» и «самым опасным народом». Вместе с тем он отмечает, что «польский вопрос нельзя решать путём ликвидации поляков»: «Такое решение обременило бы на вечные времена совесть немецкого народа и лишило бы нас симпатии всех, тем более что и другие соседние с нами народы начали бы опасаться, что в одно прекрасное время их постигнет та же участь». Ветцель даже предлагает переселить часть поляков «в Южную Америку, особенно в Бразилию».
В том же разделе чиновник останавливается на будущей судьбе украинцев и белорусов. Он отмечает, что в соответствии с планом около 65 % западных украинцев будут переселены в Сибирь. То же самое планируется сделать и с белорусами, но переселены будут 75 %, а 25 % «подлежат онемечиванию». Что касается чехов, то 50 % подлежит выселению, а 50 % онемечиванию.
Последний раздел посвящён «русскому вопросу». Автор заметок придает ему важное значение в контексте «всей восточной проблемы». Он приводит точку зрения доктора антропологических наук Вольфганга Абеля, предлагавшего или полностью уничтожить русских, или онемечить определенную их часть, имеющую «явные нордические признаки». По этому поводу Ветцель пишет: «Предложенный Абелем путь ликвидации русских как народа, не говоря уже о том, что его осуществление едва ли было бы возможно, не подходит для нас также по политическим и экономическим соображениям».
В ответ на это Ветцель предлагает свой вариант «решения русской проблемы», который предусматривает «обособленное национальное развитие», «ослабление русского народа в расовом отношении» и «подрыв биологической силы народа» путём ряда мероприятий, ведущих к сокращению рождаемости. Он также рекомендует способствовать обособлению сибиряков от русских.

## Оценки
Историк Лев Безыменский назвал план «каннибальским документом», «планом ликвидации славянства в России» и утверждал, что «не следует обманываться термином „выселение“: это было привычное для нацистов обозначение для умерщвления людей».
В работе «Великая Отечественная без грифа секретности. Книга потерь», подготовленной под руководством кандидата военных наук Григория Кривошеева, утверждается, что в соответствии с Генеральным планом «Ост» на оккупированных территориях СССР было преднамеренно истреблено более 7,4 млн человек мирного населения, включая евреев. Преднамеренным истреблением авторы называют также обстрелы и бомбежки городов.
Немецкий историк, профессор Гамбургского университета доктор Юрген Циммерер характеризовал Генеральный план «Ост» (его словами: «Переселить 50 или 60 миллионов славян в Сибирь, где они будут голодать и исчезнут») как колониалистскую, имперскую концепцию.
Американский историк Норман Наймарк подчёркивал, что если бы немцы победили в войне, то русским, украинцам и белорусам была бы уготовлена точно такая же судьба, как и полякам — полное истребление с уничтожением следов их культуры и этноса.